# Coup de gigot et autres histoires à faire peur
 (juin 2024).
Si vous disposez d'ouvrages ou d'articles de référence ou si vous connaissez des sites web de qualité traitant du thème abordé ici, merci de compléter l'article en donnant les références utiles à sa vérifiabilité et en les liant à la section « Notes et références ».
Coup de gigot et autres histoires à faire peur (Lamb to the Slaughter) est un recueil de nouvelles policières écrites par Roald Dahl. La nouvelle principale, Coup de gigot, a été publiée initialement en 1954 dans le recueil Bizarre ! Bizarre ! (Someone Like You), puis réécrite en 1961 et publiée en 1962.

## Résumés des nouvelles

### Coup de gigot (Lamb to the Slaughter)
Mary Maloney, épouse d’un policier et enceinte de six mois, assassine son mari avec un gigot congelé après qu’il lui a fait des confidences mystérieuses (dans la nouvelle, on devine qu’il va la quitter ; dans la version filmée par Hitchcock, il précise que c’est pour une autre femme). Elle fait cuire son gigot, se fait belle et part acheter des légumes et un dessert chez l’épicier du coin pour se constituer un alibi. Elle met ensuite au point un scénario afin de ne pas se faire arrêter par la police pour le crime qu’elle vient de commettre : alors qu’elle rentre chez elle et appelle son mari, elle « découvre » son cadavre avant d’appeler la police et de simuler le chagrin. Les policiers enquêtent et finissent par se laisser convaincre de manger le gigot, l’arme du crime. Malgré eux, ils font ainsi disparaître les preuves...

### Tous les chemins mènent au ciel (The Way up to Heaven)
Mme Foster redoute de prendre l'avion en retard, sa fille l'attend à Paris. Son mari qui ne l'accompagne pas prend tout son temps, la niaise tout à fait, et elle ne peut pas répondre ni encore moins riposter car ce n'est pas convenable. Au moment où ils quittent leur villa alors que le temps est sérieusement compté, M. Foster se rappelle qu'il a oublié le présent de sa fille et retourne à la villa. Mme Foster se met à sa poursuite pour le conjurer de faire vite. Dans le vestibule, elle entend un bruit bizarre et revient au taxi sans M. Foster. Direction l'aéroport. Quand elle est de retour six semaines plus tard, elle téléphone directement au réparateur d'ascenseur, car, voyez-vous, il y a eu une panne dans leur demeure et M. Foster, semble-t-il, a péri entre deux planchers... Encore une histoire de revanche de couple dans un décor de bourgeoisie étouffante. Dahl réussit remarquablement bien à décrire la fébrilité inquiète de Mme Foster et le plaisir malin, sournois, qu'a le mari de la faire languir.

### La Logeuse (The Landlady)
Une logeuse suspecte qui s'occupe de pensionnaires solitaires utilise une méthode inhabituelle pour se débarrasser d'eux. Elle les empaille. L'histoire explore le thème de la cruauté humaine et de la vengeance.

### William et Mary (William & Mary)
Un homme meurt, et son cerveau est conservé par son médecin, le Dr. Landy. La femme de l'homme décédé, Mary, est informée qu'elle héritera de tout l'argent tant qu'elle suit les instructions du cerveau conservé. L'histoire examine les conséquences éthiques et morales de cette situation.

## Adaptations
- Sous le titre L’inspecteur se met à table (Lamb to the Slaughter), un épisode de la série Alfred Hitchcock présente diffusé sur CBS le 13 avril 1958, avec Barbara Bel Geddes. Nominations aux Emmy Awards 1959 : meilleur scénario (Roald Dahl) et meilleur réalisateur (Alfred Hitchcock).
- Lamb to the Slaughter, long métrage réalisé en 2002 par Nicole Barnette.